# إدوار لوبيز
إدوار لوبيز (بالإسبانية: Edwar López) هو لاعب كرة قدم كولومبي في مركز مهاجم ‏، ولد في 9 مارس 1995 في أبارتادو في كولومبيا. لعب مع أتلتيكو ناسيونال.

## وصلات خارجية
- إدوار لوبيز على موقع قاعدة بيانات كرة القدم.إي يو (الإنجليزية)
- إدوار لوبيز على موقع Soccerway.com (الإنجليزية)